# Радужное путешествие
«Радужное путешествие» также известен под названием «Путешествие по радуге» (англ. My Little Pony: Rainbow Roadtrip) — часовой телевизионный спецвыпуск 2019 года, основанный на мультсериале «Дружба — это чудо». В отличие от «Дружбы — это чудо», он был создан не DHX Studios Vancouver, а Boulder Media Limited в Ирландии, и в нём использовался тот же переработанный художественный стиль, который использовался в мультфильме 2017 года. 
В этом спецвыпуске когда Сумеречная Искорка, Пинки Пай, Флаттершай, Рарити, Эпплджек и Радуга Дэш прибывают в Лощину Надежды на Радужный фестиваль, они обнаруживают, что город и все его жители совершенно лишены цвета. Сумеречная Искорка и её друзья надеются вернуть радугу обратно на Радужный фестиваль и оживить жизнь своих новых друзей, вернув им цвета.
Спецвыпуск вышел в эфир на Discovery Family 29 июня 2019 года.

## Сюжет

### Почётный гость Лощины Надежды
Основная шестёрка садится на воздушный шар в город под названием Лощина Надежды, куда Радуга Дэш была приглашена в качестве почётного гостя на Радужный фестиваль. Сумеречная Искорка оставляет Спайка ответственным за Школу Дружбы в их отсутствие. Пони с нетерпением ждут многочисленных развлекательных мероприятий упомянутых в письме Радуги Дэш  — со многочисленными членами фан-клуба Радуги Дэш, роскошным отелем и спа, садом бабочек, пекарней, конкурсом караоке, рыбалкой и церемонией награждения  — хотя Искорке любопытно, почему они ничего не слышали об этом фестивале раньше.  
После нескольких часов путешествия, пони всё ещё не прибыли в Лощину Надежды, и всё, что они видят, это большая радуга впереди них. Надеясь насквозь пройти через неё, они врезаются прямо в неё, вызывая тем самым разрыв шара и стремительное падение к земле. Искорка телепортирует своих друзей в безопасное место прямо перед падением. Вместе с уничтоженным воздушным шаром, Основная шестёрка оказывается прямо снаружи Лощины Надежды, где никто их не приветствует. Когда они направляются в город, чтобы найти свой отель, они не замечают никаких признаков активности, встречая только одну пони по имени Петуния Петалс.  
Когда её спрашивают о Радужном фестивале, Петуния совершенно не знает что такое событие планируется и предлагает пони поговорить об этом с мэром Санни Скайсом. Она предоставляет Основной шестёрке комнату для ночлега в отеле Лощины Надежды, который гораздо менее роскошен чем рекламируемый в пригласительном письме Радуги. Пони также замечают, что тело Петунии очень серое. Радуга извиняется перед своими друзьями за то, что их путешествие оказывается разочаровывающим, но Искорка говорит, что главное, что они все вместе.

### Серый город
Следующим утром, Основная шестёрка выходит в город и замечает всех и всё в Лощине Надежды в основном серым. В результате, разноцветные пони привлекают к себе много внимания. В поисках мэра Санни Скайса, они сталкиваются с парой близнецов жеребят-пегасов, которые с благоговением смотрят на Радугу Дэш, перед тем как убежать прочь, и они замечают пару единорогов средних лет и пожилого жеребца ведущего себя недружелюбно по отношению к ним. 
Пони находят мэра Санни Скайса, случайно застав его за починкой их воздушного шара, и он очень рад, что Радуга Дэш приняла приглашение, которое он послал. В то время как ремонтпони Торк Рэнч ремонтирует их шар и радужный знак, случайно врезавшийся в него, Санни Скайс предлагает Основной шестёрке устроить экскурсию по Лощине Надежды, уклоняясь от любых вопросов связанных с отсутствием цвета у города. Когда мэр показывает пони весь город, они замечают, что развлечения на Радужном фестивале менее интересные в сравнении с описанными в приглашении Радуги. 
Когда они вынуждают его объясниться, Санни наконец признается, что Радужного фестиваля нет. Основная шестёрка шокирована тем, что всё это время была обманута, и некоторые из них желают незамедлительно уйти, но Флаттершай настаивает, чтобы они выслушали его. Санни через песню «Таким был город под радугой яркой» (англ. The End of the Rainbow) объясняет, что когда его дедушка был мэром, Лощина Надежды была полна цвета, и все жители были очень дружелюбны друг к другу. Чтобы устроить праздник для города, дедушка Санни основал Радужный фестиваль и изобрёл прибор под названием Радужный генератор для создания сияния цветов по небу.  
Когда Санни стал мэром и унаследовал генератор, городские пони постепенно стали отдаляться друг от друга. Чтобы исправить это, Санни решил усовершенствовать генератор, чтобы создать больше радужного сияния. К несчастью, при включении генератор ломается, в результате чего город теряет свои цвета. С тех пор, мэр пытался заинтересовать пони в Радужном фестивале снова, но его усилия были напрасны, и приглашение Радуги Дэш было его последней надеждой. Основной шестёрке становится жаль мэра и его несчастный город, и они решают помочь ему вернуть назад цвета Лощине Надежды.

### Возвращение цветов назад
Искорка пытается отменить магическое заклинание лишившее Лощину Надежды цвета, и Радуга Дэш пытается вернуть цвета обратно, выполняя Звуковую радугу, но ни один метод не работает. Именно тогда, они сталкиваются с двумя близнецами-жеребятами встречавшихся им ранее, которые пытаются выполнять летательные трюки и врезаются друг в друга. Брат и сестра близнецы Пикл и Барли Баррл оказываются фан-клубом Радуги Дэш. Они просят Радугу Дэш дать им несколько полётных уроков: Радуга Дэш соглашается и решает, если они покажут достаточные улучшения, то они трое устроят вместе представление на Радужном фестивале. Когда Пикл и Барли взволнованно следуют за Радугой, один парус ближайшей ветряной мельницы окрашивается в голубой. 
Эпплджек помогает Торк Рэнч с починкой городского радужного знака, высоко оценивая её работу по ремонту и проявляя уважение к её профессии ремонтпони. Когда они ремонтируют знак вместе, завёрнутые поблизости дрова окрашиваются в коричневый. Тем временем, Рарити встречает начинающего дизайнера по имени Кефаффл, которая использует для вдохновления многие работы Рарити, но слишком стесняется выставлять напоказ свои оригинальные работы. Несмотря на то, что город серый, Кефаффл может предчувствовать цвета и Рарити берет её в качестве ассистента дизайнера на Радужный фестиваль. Когда Кефаффл следует за Рарити чтобы приступить к работе, ближайший берет становится розовым. 
Искорка посещает библиотеку внутри городского отеля и, с помощью Петунии Петалс, исследует магию которая лишила Лощину Надежды цвета. В другом месте, Пинки Пай и Флаттершай берут на себя обязанность подготовить еду для фестиваля, но местная пекарня закрыта. Они замечают пару единорогов встречавшихся им ранее — Мистера и Миссис Хуффингтон — несущих по дороге с собой абрикосовый пирог, и предлагают им стать частью официальной команды фестиваля по выпечке. Когда Пинки Пай пробует пирог, она находит его на вкус весьма неаппетитным, и просит пару показать им дерево, с которого они сорвали абрикосы для пирога.

### Пусть радуга напомнит тебе
Когда Радуга Дэш тренирует Пикла и Барли, поручив им для начала освоить основы, прежде чем переходить к более сложным трюкам, участок травы становится зелёным. Тем временем, Пинки Пай и Флаттершай проводят время у Мистера и Миссис Хуффингтон. Пара использует свои собственные абрикосы для своих пирогов, но из-за отсутствия цвета, они не могут сказать, когда абрикосы созрели, что приводит к плохому вкусу у пирогов. Пинки и Флаттершай призывают пару обратиться к их соседу Моуди Руту — пожилому жеребцу, с которым они ссорились раньше — чьи абрикосы очень сочные. Когда Хуффингтоны и Моуди Рут возрождают их дружбу, некоторые абрикосы Моуди становятся оранжевыми.  
Когда Сумеречная Искорка изо всех сил пытается найти магию, которое заставило цвет Лощины Надежды исчезнуть, она обнаруживает Санни Скайса в секретной комнате, работающей над речью. Она также замечает несколько цветных фотографий на стенах, сделанных ещё до того, как город потерял свой цвет. Когда Петуния Петалс входят в комнату, Санни начинает волноваться и быстро уходит, чтобы продолжить работу над своей речью. Петуния показывает Сумеречной Искорке фотографии последнего Радужного фестиваля, показывая, что город потерял свой цвет, когда был включён Радужный генератор. Несмотря на то, что Санни винит себя в случившемся, Петуния уверена, что это был несчастный случай. Петуния также показывает Сумеречной Искорке  остатки Радужного генератора, и Сумеречной Искорке приходит в голову идея. 
По мере того как радужная арка города ремонтируется и новости о Радужном фестивале начинают распространяться, всё больше и больше цветов  в городе начинают приобретать цвет. Сумеречная Искорка приходит к  Санни Скайсу  с Радужным генератором надеясь, что если они используют восстановленный Радужный генератор в сочетании с обратным заклинанием, которое она нашла в библиотеке, они смогут восстановить цвета в городе. Эпплджек помогает  Торк Рэнч подобрать ключ для работы по восстановлению генератора. Петуния предлагает помочь Санни Скайсу с его речью, но он нервно отказывается и снова уходит.

### Радужная связь
Через некоторое время Торк Рэнч заканчивает перестраивать Радужный генератор. Когда Эпплджек и Сумеречная Искорка хвалят и благодарят её за помощь, Эпплджек замечает, что некоторые цветы на подоконнике вновь обретают свой цвет. Она пытается рассказать об этом Сумеречной Искорке, но та больше озабочена проверкой Радужного генератора. Когда генератор включается и проецирует радугу, Искорка накладывает на генератор своё обратное заклинание, но ничего не происходит — город по-прежнему бесцветен. Искорка, Петуния и Торк считают, что они потерпели неудачу и что цвет города исчез навсегда.
Как раз в этот момент Пинки и Флаттершай возвращаются с Хуффингтонами и Моуди Рутом, которые вместе работали над приготовлением угощений для Радужного фестиваля. Радуга Дэш возвращается с Пиклом и Барли, которые значительно улучшили свои лётные навыки. Наконец, Рарити возвращается с Кефаффл, которая сделала многочисленные фестивальные аксессуары для пони, включая пару радужных крыльев для Сумеречной Искорки.
Когда  Сумеречная Искорка испытывает  чувство вины за то, что не смогла вернуть цвет Лощине Надежды, но Эпплджек показывает ей цветы, показывая, что цвета возвращается в Лощину Надежды сами по себе. По мере того как всё больше и больше красок возвращается в город, Искорка понимает, что потеря цвета была вызвана чем-то другим, и она мчится обратно в библиотеку. Оглядываясь назад на фотографии последнего Радужного фестиваля, которые Петуния показала ей ранее, Искорка замечает несоответствие. Когда в библиотеку входит Санни Скайс, работающий над своей речью,  Искорка с Петунией ведут его в город, чтобы показать ему, что происходит.

### Возвращение надежды
По мере того как всё больше пони восхищаются выпечкой Хуффингтонов  и модным дизайнерским вещам от Кефаффл и другими весёлыми событиями на Радужном фестивале, всё больше цветов начинает возвращаться в город. Санни Скайс удивляется этому, а Искорка  и Петуния объясняют ему, что он никогда не был виноват в том, что город потерял цвет. Как ему показали фотографии последнего Радужного фестиваля — две из которых были в неправильном порядке — город начал терять свой цвет, прежде чем Санни включил Радужный генератор. 
Сумеречная Искорка  связывает потерю цвета города и его горожан в результате «безнадёжной магии» — из за того что горожане стали уезжать из города и потеряв надежду на радость, дружбу и счастье в своих сердцах, а разрушение Радужного генератора усилило этот эффект заставив цвет исчезнуть. С возвращением Радужного фестиваля и радости в сердцах пони, надежда в  городе — и его цвета — начали стремительно возвращаться. Мэр Санни Скайс обращается к горожанам и благодарит Сумеречную Искорку и её друзей за помощь в возвращении надежды и дружбы в Лощину Надежды. Он активирует Радужный генератор, и вид радужного сияния полностью восстанавливает цвет города и его жителей.
Петуния  поздравляет Санни с его речью, но он говорит, что это была не та речь, над которой он работал. Речь, над которой Санни работал весь день, оказывается предложением руки и сердца, и он просит Петунию выйти за него замуж, на что она с радостью соглашается. Радуга Дэш, Пикл и Барли ставят своё воздушное представление, завершившееся Звуковой радугой. Потом основные персонажи  поют песню  «Разноцветная жизнь» (англ. Living in Color). В конце песни Основная шестёрка прощается со своими новыми друзьями и улетает на отремонтированном воздушном шаре.

## Голосовой состав
| Персонаж                                    | Оригинальная озвучка                             |
| ------------------------------------------- | ------------------------------------------------ |
| Сумеречная Искорка (англ. Twilight Sparkle) | Тара Стронг (поющий голос — Ребекка Шойкет)      |
| Радуга Дэш (англ. Rainbow Dash)             | Эшли Болл                                        |
| Эпплджек (англ. Applejack)                  | Эшли Болл                                        |
| Пинки Пай (англ. Pinkie Pie)                | Андреа Либман (поющий голос — Шеннон Чан-Кент)   |
| Флаттершай (англ. Fluttershy)               | Андреа Либман                                    |
| Рарити (англ. Rarity)                       | Табита Сен-Жермен (поющий голос — Кадзуми Эванс) |
| Спайк (англ. Spike)                         | Кэти Уэслак                                      |
| Мэр Санни Скайс (англ. Mayor Sunny Skies)   | Иэн Хэнлин                                       |
| Петуния Петалс (англ. Petunia Petals)       | Келли Мецгер                                     |
| Торк Рэнч (англ. Torque Wrench)             | Рона Риис                                        |
| Моуди Рут (англ. Moody Root)                | Терри Классен                                    |
| Кефаффл (англ. Kerfuffle)                   | Ракель Бельмонте                                 |
| Мистер Хуффингтон (англ. Mr. Hoofington)    | Майкл Дэйнджерфилд                               |
| Миссис Хуффингтон (англ. Mrs. Hoofington)   | Вина Суд                                         |
| Барли Баррл (англ. Barley Barrel)           | Сабрина Питре                                    |
| Пикл Баррл (англ. Pickle Barrel)            | Дэвид А. Кэй                                     |

## Производство

### Музыка
Музыку к спецвыпуску написал Уильям Андерсон, а песни были написаны Дэниэлом Ингрэмом и Николь Дюбюк, с музыкой написанной Ингрэмом и словами написанными совместно Ингрэмом и Дюбюк.
- Rainbow Roadtrip/Радужное путешествие – Шайло Шэрити/Полина Куликова
- The End of the Rainbow/Таким был город под радугой яркой – Санни Скайс
- Living in Color/Разноцветная жизнь – Сумеречная Искорка, Радуга Дэш, Рарити, Флаттершай, Эпплджек, Пинки Пай, Кефаффл, Моуди Рут, Мисс Хуффингтон и пони Лощины Надежды

## Мерчандайз
На выставке игрушек 2019 в Нью-Йорке было объявлено о связанном коллекционном наборе игрушек под названием «Rainbow Tail Surprise». Этот набор был выпущен в третьем квартале 2019 года.
Было выпущено несколько книг, основанных на спецвыпуске, в том числе: «Passport to Reading» Level 2 My Little Pony: Road Trip Event 25 июня 2019 года. В Великобритании, My Little Pony Annual 2020 выйдет 8 августа, а My Little Pony: Essential Handbook: A Magical Guide for Everypony 5 сентября.

## Выпуск
«Радужное путешествие» получил закрытый показ в кинотеатре Odeon Cinema 23 мая 2019 года, а премьера состоялась 29 июня 2019 года на Discovery Family. Премьера также состоится на Netflix позже.